# Gheorghe Vitanidis
Gheorghe Vitanidis (* 1. Oktober 1929 in Mangalia; † 24. November 1994 in Athen) war ein rumänischer Filmregisseur.
Ab den 1950er Jahren drehte Vitanidis über fünfzehn Filme. Mit dem französischen Regisseur Louis Daquin gemeinsam inszenierte er 1958 unter dem Titel Die Disteln des Baragan die Verfilmung eines Romans von Panait Istrati. Dieser Film wurde im Wettbewerb der Internationalen Filmfestspiele von Cannes gezeigt. Zwei seiner Filme wurden beim Internationalen Filmfestival Moskau im Wettbewerb um den Hauptpreis gezeigt: Eine Frau für eine Saison (1968) und Clipa (1979).

## Filmografie
- 1958: Die Disteln des Baragan (Ciulinii Bărăganului)
- 1959: Fußballiebe (Băieții noștri)
- 1961: Postlagernd (Post restant)
- 1965: Examen (Gaudeamus igitur)
- 1967: Șeful sectorului suflete
- 1968: Eine Frau für eine Saison (Răutăciosul adolescent)
- 1971: Der Weg aus dem Zwielicht (Facerea lumii)
- 1972: Ciprian Porumbescu
- 1973: Dimitrie Cantemir
- 1975: Die Jagd nach der Handschrift (Mușchetarul român)
- 1976: Mitternachtshaus (Casa de la miezul nopții)
- 1977: Războiul Independenței
- 1979: Clipa
- 1980: Das Gold der Daker (Burebista)
- 1983: Dragostea și revoluția
- 1985: Die Silbermaske (Masca de argint)
- 1985: Die Türkiskette (Colierul de turcoaze)
- 1986: Zi de sarbatoare
- 1987: Debüt der Liebe (În fiecare zi mi-e dor de tine)